# Kiện hàng số 200
Kiện hàng số 200 (tiếng Nga: Груз 200) là một bộ phim trinh thám, khai thác đề tài cuộc Chiến tranh Afghanistan (1978–1992) của đạo diễn Aleksey Balabanov, ra mắt lần đầu năm 2007.